# Slieve Tooey/Tormore Island/Loughros Beg Bay SAC
Slieve Tooey/Tormore Island/Loughros Beg Bay SAC este o arie protejată (sit de importanță comunitară — SCI) din Irlanda întinsă pe o suprafață de 9.431,45 ha, integral pe uscat.

## Localizare
Centrul sitului Slieve Tooey/Tormore Island/Loughros Beg Bay SAC este situat la coordonatele 54°45′02″N 8°36′34″W / 54.7506°N 8.6095°V.

## Înființare
Situl Slieve Tooey/Tormore Island/Loughros Beg Bay SAC a fost declarat sit de importanță comunitară în ianuarie 2002 pentru a proteja 14 specii de animale.

## Biodiversitate
Situată în ecoregiunea atlantică, aria protejată conține 8 habitate naturale: Dune mobile de-a lungul țărmului cu Ammophila arenaria („dune albe”), Turbării de acoperire (* exclusiv pentru turbării active), Dune fixe decalcificate cu Empetrum nigrum, Faleze cu vegetație de pe coastele atlantice și baltice, Dune mobile cu vegetație embrionară, Pajiști alpine și boreale, Dune fixe decalcificate atlantice (Calluno-Ulicetea), Dune de coastă fixe cu vegetație erbacee („dune gri”).
La baza desemnării sitului se află mai multe specii protejate:
- păsări (11): alca (Alca torda), șoim de iarnă (Falco columbarius), șoim călător (Falco peregrinus), papagal de mare (Fratercula arctica), Fulmarus glacialis, Larus argentatus, Phalacrocorax aristotelis, Pyrrhocorax pyrrhocorax, Rissa tridactyla, mierlă gulerată (Turdus torquatus), Uria aalge
- mamifere (2): Halichoerus grypus, vidră de râu (Lutra lutra)
- nevertebrate (1): Vertigo angustior

Pe lângă speciile protejate, pe teritoriul sitului au mai fost identificate 2 specii de plante.